# Festival de Eurovisión de Jóvenes Bailarines 1989
La III edición del Festival de Eurovisión de Jóvenes Bailarines se celebró en París (Francia) el 28 de junio de 1989.
En esta edición participaron por primera vez Chipre y Portugal, elevando el número total de concursantes a 17. Debido al gran número que se alcanzó de participantes, se decidió realizar por primera vez una semifinal previa donde solo se clasificaron 10 de los 17 países para la gran final. Los países descalificados en la semifinal recibieron un diploma.
Los países participantes podían mandar a uno o dos bailarines, tanto hombre como mujer, cuya edad fuera igual o inferior a 19 años. Cada bailarín podía participar en cualquiera de estas 2 categorías: danza clásica o contemporánea, danza moderna o de jazz.
Para bailarines individuales, la actuación no podía exceder los 5 minutos. Para parejas, los bailes podían durar hasta 10 minutos.
Esta edición fue retransmitida en 20 países, incluidos los 17 participantes y en Bulgaria y Jordania.

## Jurado
El jurado de esta edición, que fue el encargado de elegir al ganador, estuvo compuesto por:
- Roland Petit (Presidente del jurado)
- Frank Andersen
- Paolo Bortoluzzi
- Oscar Araiz
- Igor Eisner
- John Neumeier
- Ekaterina Maximova
- Heinz Spoerli
- Vladimir Vasiliev

## Participantes

### Semifinal
Este año, debido al aumento de participantes con respecto a las ediciones anteriores, se realizó una semifinal previa donde participaron los 17 países y el jurado seleccionó a los 10 mejores para la Gran Final. En la siguiente tabla aparecen los 17 países que concursaron en esta edición (los 10 que consiguieron el pase a la Gran Final aparecen en negrita):
| País y TV               | Representante                |
| ----------------------- | ---------------------------- |
| Alemania Occidental ZDF | Patrick Becker               |
| Austria ORF             | Jürgen Wagner                |
| Bélgica RTBF            | Géraldine Boussart           |
| Canadá CBC              | Cherice Barton               |
| Chipre CyBC             | Hélène O'Keefe               |
| Dinamarca DR            | Rachel Hester y Martin Vedel |
| España TVE              | Maria Giménez & Igor Yebra   |
| Finlandia YLE           | Petri Toivanen               |
| Francia France 3        | Agnès Letestu                |
| Italia RAI              | Danilo Mazzota               |
| Noruega NRK             | Hilde Olsen                  |
| Países Bajos NOS        | Gaby Baars y Léon Pronk      |
| Portugal RTP            | Ana Lacerda                  |
| Reino Unido BBC         | Tetsuya Kumakawa             |
| Suecia SVT              | Marie Lindquist              |
| Suiza SSR SRG           | Christina McDermott          |
| Yugoslavia JRT          | Dino Baksa                   |

### Gran Final
De los 17 países participantes, estos 10 fueron seleccionados para participar en la Gran Final del 28 de junio de 1989. En esta edición cambian la mecánica del certamen y se reparten cuatro premios:el premio de los dos ganadores, uno para cada tipo de danza (Clásica y Contemporánea) y dos premios más para los segundos clasificados según el tipo de danza (el premio especial del jurado).
| Premio                                           | País y TV               | Representante                |
| ------------------------------------------------ | ----------------------- | ---------------------------- |
| Premio Danza Contemporánea                       | Francia France 3        | Agnès Letestu                |
| Premio Danza Clásica                             | Reino Unido BBC         | Tetsuya Kumakawa             |
| Premio Especial del Jurado (Danza Clásica)       | Suiza SSR SRG           | Christina McDermott          |
| Premio Especial del Jurado (Danza Contemporánea) | España TVE              | Maria Giménez & Igor Yebra   |
| -                                                | Bélgica RTBF            | Géraldine Boussart           |
| -                                                | Dinamarca DR            | Rachel Hester y Martin Vedel |
| -                                                | Finlandia YLE           | Petri Toivanen               |
| -                                                | Países Bajos NOS        | Gaby Baars y Léon Pronk      |
| -                                                | Suecia SVT              | Marie Lindquist              |
| -                                                | Alemania Occidental ZDF | Patrick Becker               |